# Acerastes pertinax
Acerastes pertinax là một loài tò vò trong họ Ichneumonidae.